# NGC 1881
NGC 1881 (другое обозначение — ESO 56-SC86) — рассеянное скопление в созвездии Золотой Рыбы, расположенное в Большом Магеллановом Облаке. Открыто Джоном Гершелем в 1838 году. Описание Дрейера: «очень тусклый объект, к западу расположена двойная звезда». В скоплении была обнаружена, предположительно, четырёхкратная звёздная система, которая состоит из двух затменно-переменных двойных звёзд. Суммарная масса системы составляет около 60 M⊙. Возраст скопления составляет менее 5 миллионов лет, величина межзвёздного покраснения в цветах B−V составляет 0,16m.
Этот объект входит в число перечисленных в оригинальной редакции «Нового общего каталога».